# دير الناطور
يقع في لبنان، محافظة الشمال، محافظة طرابلس، جنوبيّ بلدة أنفه على البحر الأبيض المتوسّط.
كتب الأرشمندريت قيس صادق. في كتابه عن الدير أنّ أصله بيزنطي من القرن السادس، وقد سُمّي هذا الدير على اسم الكهف الذي في أسفله شبه المغمور بمياه البحر، أي كهف "الناطور"، وهنالك أكثر من تفسير أسطوري لهذه التسمية. ومع مجيء الصليبيين، قام حول الدير الصغير، والكهف القديم، الدير الحاليّ المحتفظ إلى اليوم بأبّهة حجارته، وعقوده وأقواسه ومراميه، وكان بمثابة برج بحريّ يساند قلعة البلمند القريبة، وتقول وثيقة فرنسيّة أنّه جدّد عام 1115 على يد الرهبان السيسترسيان، وحفل بالحياة الرهبانية التي ظلّت مزدهرة طوال عهد الصليبيين، وبعد رحيلهم وسقوط طرابلس في يد المنصور قلاوون 1289 أصبح هذا الدير، بحسب الوثيقة يخصّ الأرثوذكس بحجّة الإرث لأنّ الدير اللاتيني حلّ، أيّام الصليبيين، محلّ الدير البيزنطيّ القديم. ويتحدّث المرجع نفسه عن كنيسة الدير ذات الإيقونسطاس الخشب المحفور وخشبيّات أُخرى محفوظة بعناية. بعد تسلّم الأرثوذكس الدير استمرّت فيه الحياة الرهبانيّة  لأنّه لم يتعرّض للتخريب على غرار دير البلمند. فكثرت مع الوقت وقفياته وهِباته، واتّسعت شهرته، وأُنشئ فيه جناح خاصّ لاستقبال الزوّار والضيوف والغرباء، ومع اسطبلات للخيول والدواب، وتكرّست للدير حرمة، لدى أبناء الجوار. تعرّض إبّان الحرب العالمية الأولى للقصف من بارجة روسيّة ظنّ قائدها أنّ جنوداً أتراكاً يتحصّنون فيه، وبقيت إلى الآن فجوة كبيرة مفتوحة على البحر من الجهة الشمالية فوق الدير.